# 浜千鳥情話
「浜千鳥情話」（はまちどりじょうわ）は、1979年5月21日に発売された金沢明子の6枚目のシングル。

## 解説
- テレビ時代劇『必殺仕事人』（朝日放送）のエンディングテーマ曲として使われた楽曲で、本編でも挿入歌として使用された。
- 劇中に出演していた山田五十鈴が金沢明子のファンであることから起用された経緯がある。
- エンディングのタイトルバックの演出が時代劇にしては画期的であったとテレビ情報誌等で話題になった[1]。

## 収録曲
- 両楽曲共に、作詞：茜まさお、作曲：平尾昌晃、編曲：竜崎孝路

1. 浜千鳥情話 (3分43秒)
2. みちのく流れ唄 (4分30秒)

## 収録作品
- 金沢明子全曲集（1980年）（1988年）（2000年）
- 金沢明子「心に残る歌」（1982年）
- 「必殺仕事人/必殺仕事人 激突!オリジナル・サウンドトラック全集 12」（1996年5月22日、キングレコード、KICA-3012）

など